# Мадхабпур (упазіла)
Мадхабпу́р (бенг. মাধবপুর, англ. Madhabpur) — одна з 8 упазіл зіли Хабігандж регіону Сілхет Бангладеш, розташована півдні зіли.
Населення — 257 932 особи (2008; 250 069 в 1991).

## Адміністративний поділ
До складу упазіли входять 10 вардів:
| Зіла                  | Площа, км² | Населення, осіб (2008) |
| --------------------- | ---------- | ---------------------- |
| Адаїр                 | -          | 16259                  |
| Багасура              | -          | 24013                  |
| Бахара                | -          | 29053                  |
| Булла                 | -          | 16217                  |
| Дхармагхар            | -          | 24165                  |
| Джагадішпур           | -          | 23751                  |
| Мадхабпур (Андьюраук) | -          | 16453                  |
| Ноапара               | -          | 28145                  |
| Чхатьяїн              | -          | 20723                  |
| Човмохані             | -          | 29994                  |
| Шахьянханпур          | -          | 29159                  |